# 峡口遗址
峡口遗址，位于中国青海省海东市乐都区高庙镇下湾村，为青海省市县级文物保护单位，公布日期为1983年5月23日，类型为古遗址。
峡口遗址的历史年代为青铜时代。